# Voivodato de Wałbrzych
El voivodato de Wałbrzyskie (en polaco, Województwo wałbrzyskie) fue uno de los voivodatos vigentes en Polonia 1975-1998, y por lo tanto una unidad administrativa al más alto nivel, situado en el suroeste de Polonia. Contaba con una superficie de 4.169 km², y constaba de 15 zonas rurales y semiurbanas y 30 urbanas.
La sede del gobierno provincial estaba en la ciudad de Wałbrzych. El 1 de enero de 1999, el territorio de la región se convirtió en parte de la recién creada provincia de la Baja Silesia.

## Principales ciudades
Las ciudades más importantes de la región de Walbrzyskie por población a 31 de diciembre de 1998 eran:
- Wałbrzych  – 136 923
- Świdnica – 65 109
- Dzierżoniów – 37 753
- Bielawa – 33 793
- Kłodzko – 30 278
- Nowa Ruda – 26 807
- Świebodzice – 24 745
- Boguszów-Gorce – 18 392
- Strzegom – 17 621
- Ząbkowice Śląskie – 17 349
- Bystrzyca Kłodzka – 11 842
- Kudowa-Zdrój – 10 873
- Pieszyce – 10 002